# Association marocaine des droits humains
L'Association marocaine des droits humains (AMDH) (en arabe : الجمعية المغربية لحقوق الإنسان) (en tamazight: ⵜⴰⵎⵙⵎⵓⵏⵜ ⵜⴰⵎⵖⵔⵉⴱⵉⵜ ⵏ ⵉⵣⵔⴼⴰⵏ ⵏ ⵓⴼⴳⴰⵏ) est une association marocaine à but non lucratif et non gouvernementale fondée le 24 juin 1979 à Rabat pour une démocratie marocaine valable, car selon eux, la démocratie est "jugée irréelle dans le Maroc actuel".
L'AMDH est membre de la fédération internationale des droits de l'homme et est reconnue d'utilité publique selon le décret n° 2.00.405 du 24 avril 2000. Son président est Ahmed El Haij de 11 mai 2013 à 2019 qui remplace Khadija Ryadi.
Après les deux mandats non-renouvenables de Haij, son vice-président, Rhali, sera élu à sa place en décembre 2019 pour un mandat de trois ans.
En décembre 2022, le président-sortant Aziz Rhali se fait réélire à tête de l'AMDH, gardant la présidence pour un nouveau mandat de quatre années non-renouvelable, cette fois-ci pour un an de plus (quatre ans),  contrairement aux présidents du passé, cela après un vote des membres-adhérents.

## Actions
Le but de l'AMDH est de défendre les droits et libertés fondamentales prévues dans la Constitution marocaine et la déclaration universelle des droits de l'homme :
- Droit d’être arrêté sans motif arbitraire sans violence
- Droit à un procès dans des conditions normales (présence d'un avocat, procès public) par un juge indépendant.
- Droit des détenus en prison d'avoir accès à des soins médicaux et des conditions d’hygiène décente.
- Droit à la liberté d'expression
- Droit d'organiser des réunions

L'association publie régulièrement des rapports sur les droits de l'homme au Maroc.